# Paraliparis andriashevi
Paraliparis andriashevi is een straalvinnige vissensoort uit de familie van snotolven (Cyclopteridae). De wetenschappelijke naam van de soort is voor het eerst geldig gepubliceerd in 1989 door Stein & Tompkins.